# Sleat

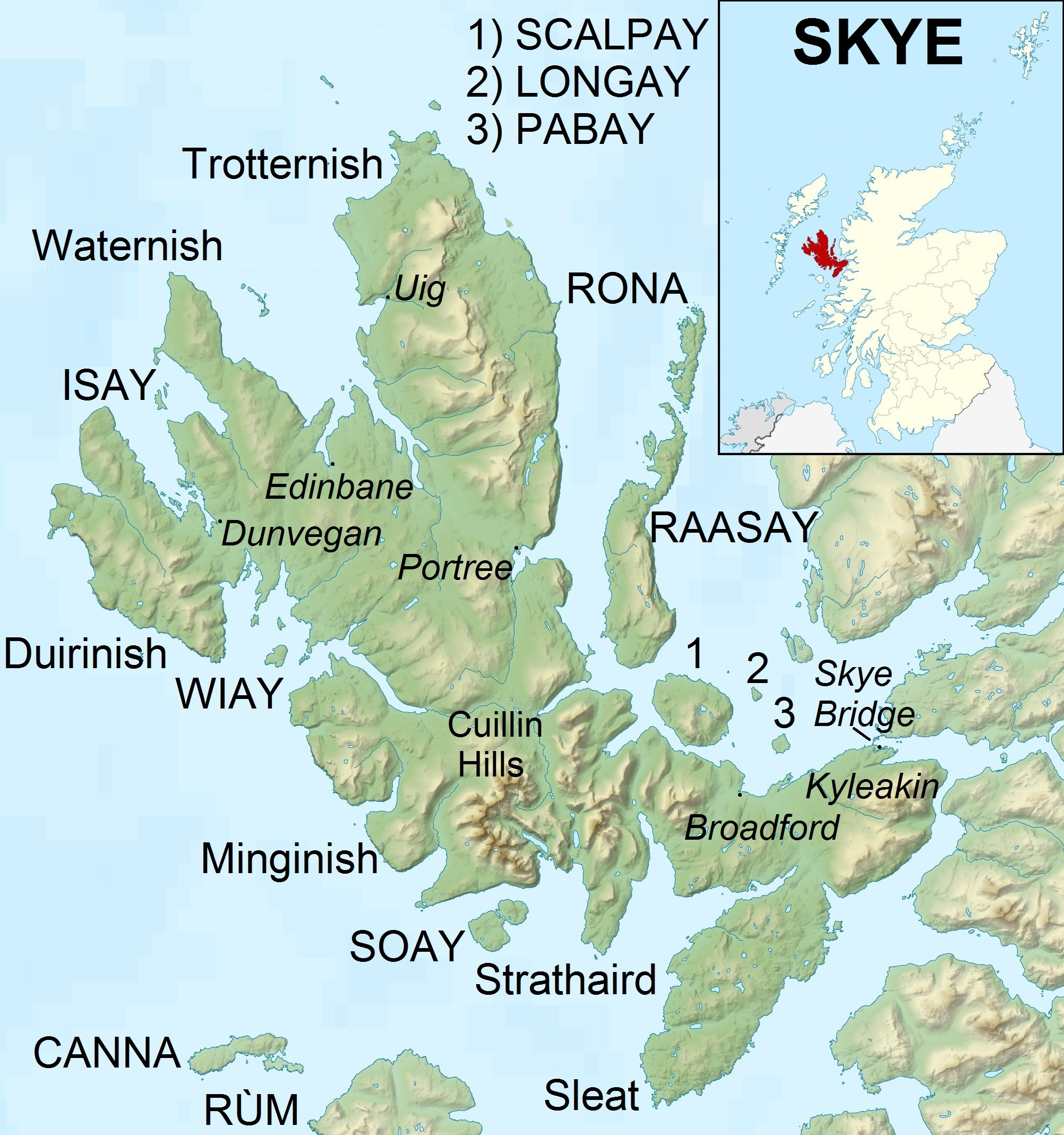
Mapa de Skye mostrando Sleat.

Sleat es una península en la isla de Skye en las Tierras Altas de Escocia, conocida como "el jardín de Skye". Es la sede del clan "MacDonald de Sleat". El nombre proviene de la forma gaélica escocesa Sléibhte (o Slèite), que a su vez viene del nórdico antiguo sléttr (suave, regular), que bien describe Sleat cuando lo considera en el contexto que lo rodea de la tierra principal, Skye y los montes Rùm que dominan todo el horizonte sobre Sleat.
Sleat es una zona en la que se habla bastante el gaélico escocés:  más del 40% de la población es capaz de hablar el idioma (según el censo de 2001). Hubo una polémica en 2006 sobre si convertir o no la escuela primaria de Sleat en una escuela en que solo se hable el gaélico más que una escuela media en inglés con una unidad media de gaélico, pero al final el concejo optó por una solución de compromiso designando la escuela como una escuela totalmente gaélica - como Bun-sgoil Shlèite - pero con una unidad media en inglés.
Sleat es una parroquia tradicional que tiene varias comunidades, dos principales terratenientes (el Clan Donald Lands Trust y Eilean Iarmain Estate), y el Gaelic College de Escocia, Sabhal Mór Ostaig. El Sleat Community Trust (gaélico: Urras Coimhearsnachd Shlèite), el trust de desarrollo local, ha adquirido la Skye Ferry Filling Station de Armadale y junto con muchas comunidades está investigando las opciones de producir energías renovables. También es propietaria de Sleat Renewables Ltd., una empresa de producción de madera. En octubre de 2007 el Trust albergó la conferencia anual de Highlands and Islands Community Energy Company.